# Sjung den segersälla, glada sång
Sjung den segersälla, glada sång är en psalm med text och musik från 1947 av Berndt Jernestrand.

## Publikation
- Segertoner 1988 som nr 584 under rubriken "Att leva av tro - Prövning - kamp - seger".[1]

### Fotnoter
1. 1 2  Heinerborg, Karl-Erik; Lennart Jernestrand (1988). Segertoner melodisångbok. Stockholm: Förlaget Filadelfia. Libris 911558